# Pelle Thörnberg
Pelle Thörnberg, född 30 mars 1954 i Solna, är en svensk journalist, författare, medietränare och moderator. Under barndomen bodde han några år i Brasilien.[källa behövs]
Under 30 år var han anställd av Sveriges Television som programledare och reporter för Rapport, Aktuellt, Lilla Aktuellt, SVT Sport, Barnjournalen, Östnytt och Sydnytt. Sedan 2000 har Pelle Thörnberg mestadels arbetat som frilansare med uppdrag som moderator och inom medieträning.

## Programledaruppdrag (i urval)
- 1983-1986 Östnytt
- 1989–1991 Barnjournalen
- 1994–1999 Lilla Aktuellt
- Sportspegeln
- Sydnytt